# 朝鮮半島伊斯蘭教
伊斯蘭教（韓語：이슬람교）历史上在朝鲜半岛是一個小眾的宗教。
20世纪重新引入朝鲜半岛，而自1940年代朝鲜半岛分裂后，穆斯林人口主要在韩国。韩国穆斯林（包括韓國和外國出生）社群分佈在首爾及周邊地區，第一個大型的清真寺是在1976年由馬來西亞和其他伊斯蘭國家的資金援助下建立的。根据韩国穆斯林联合会的资料，韩国有大约10万名穆斯林，有韩国人也有外国人。 自2004年以来，外交部每年在斋月期间举办开斋晚宴。

## 早期的歷史
在7世紀中晚期，西亚的穆斯林商人经由哈里发和唐朝时的中国，来到了朝鲜三国时代的新罗，并与之进行了接触。 751年，一名高句丽裔中国将军高仙芝率领唐军与阿拔斯王朝进行了怛罗斯战役，但唐军落败。在东亚以外的地理文献中，最早提到朝鲜半岛的是9世紀中葉伊斯塔赫里所著的《道里邦國志》（General Survey of Roads and Kingdoms）。
伊斯蘭教在朝鲜半岛首次可证实的存在可以追溯到9世紀统一新罗時期，波斯和阿拉伯的航海家与商人来到朝鲜半岛。据众多穆斯林地理学家（其中就有9世纪的穆斯林波斯探险家和地理学家伊本·胡尔达兹比赫）所言，这些航海家和商人中许多人在朝鲜半岛定居了下来，还建立穆斯林村莊。 一些记录表明，这些定居者中有许多人来自当时的伊拉克。 朝鲜半岛的文献记录显示，在公元9世纪的时候，大量的外国穆斯林在朝鲜半岛定居，为首的是一个叫哈桑·拉扎（Hasan Raza）的人。 此外还显示，新罗帝国一处的西亚穆斯林社区内，有一尊非常具有波斯皇家护卫特色的小雕像。 后来，有许多西亚穆斯林与朝鲜女性结婚生子。但由於朝鲜半岛与穆斯林世界相隔太远，佛教和朝鮮巫教同化了一部分穆斯林。
1154年，朝鲜半岛被列入阿拉伯地理學家穆罕默德·伊德里西的世界地圖集《罗杰地图》（Tabula Rogeriana）内。现存最古老的朝鲜世界地图《疆理图》从伊斯兰地理学家的著作中汲取了西域的知识。

### 高丽王朝时期
據高丽王朝当时的記錄，公元1024年（高麗顯宗15年）九月，大约有100名的西亚穆斯林抵达朝鲜半岛，其中就有哈桑·拉扎；另外还有100名穆斯林商人在翌年抵达朝鲜半岛。
伊斯蘭世界和朝鮮半島的貿易關係，从高丽王朝一直延续到15世紀。也因此，一些來自近東和中亞的穆斯林商人在朝鲜半岛定居下來，并在这里建立了家庭。一些中国的回族人可能也在高丽王朝境内居住过。
隨著蒙古打敗高麗，一批色目人来到朝鲜半岛。在蒙古的社会秩序中，色目人的社会地位仅次于蒙古人，并在元代社会产生了深远的影响。在元代，朝鲜人和中国北方人、契丹人、女真人并列社会的第三阶层，通称“汉人”。
除此之外，还有两个日本家庭、一个越南家庭、一个阿拉伯家庭、一个畏兀儿家庭、四个满洲家庭、三个蒙古家庭以及八十三个中国漢族家庭移居朝鲜半岛。
元代时期，一些朝鲜女性嫁给了印度人、畏兀儿人（信仰佛教）和突厥色目人。 一位来自马八儿苏丹国的富商不阿里（或叫孛哈里、布哈爾，Abu Ali），在脱离了与马八儿皇室之间的关系后，他选择搬家到了元代时期的中国，娶了一位朝鲜女子为妻，并为蒙古皇帝效力。据東國通鑑、高麗史以及留夢炎记录，这个朝鲜女子曾为桑哥之妻，她的父亲是高麗忠烈王时期的蔡仁揆。 桑哥是一个藏族人。
这一时期出现了一些讽刺诗，其中一首叫做《雙花店》（쌍화점），讲的是一个朝鲜女子到清真店铺买饺子的故事。

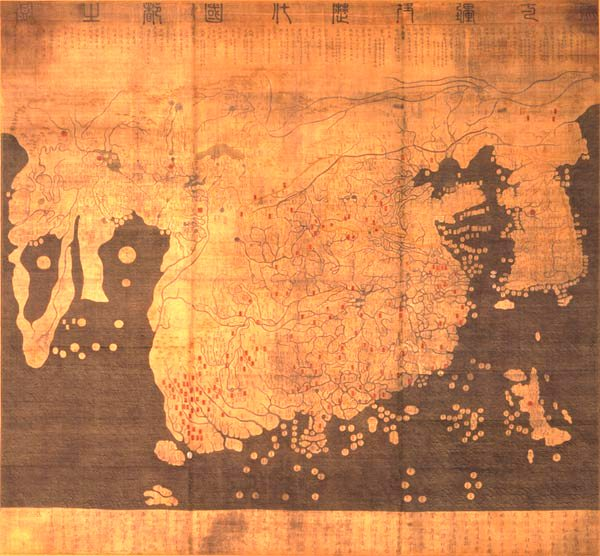
在通过伊斯兰地理学家获得有关西方国家的地理信息同时，疆理图反映了蒙古帝国时期中国地理知识.

（高丽）与主要穆斯林群体有小规模的断续接触。高丽王朝後期，在首都開城有清真寺，叫“儀宮”，意思是禮儀大殿。
有一位随蒙古公主（莊穆王后）降嫁高麗忠烈王来到朝鲜半岛的中亚人士。高丽文献称其原名为“三哥”，但在他决定永久居留在高丽王朝境内后，高丽国王赐给他一个朝鲜名字——張舜龍（장순룡）。张舜龙去了朝鲜女子成了家，成为了德水張氏的始祖。几个世纪以来，他的家族诞生了许多高官和受人尊敬的儒家学者。二十五代以后，大约有三万名张氏朝鲜人回到德水村来来看望他们的祖先。
另外一名在朝鲜半岛定居的中亚人后代也是如此。元代末年，红巾起义爆发，一位名叫偰遜为避免战乱来到高丽。他也娶了一位朝鲜妻子，慶州偰氏都是他的后代，至少有两千人。

### 燒酒
燒酒是13世纪蒙古入侵高麗時傳入。蒙古人在1256年前后入侵中亚和西亚时，从穆斯林手中获得了亞力酒的蒸馏技术。 蒙古入侵朝鲜之后，把亚力酒介绍给了朝鲜人，并在開城設立釀酒廠。事实上，在开城周边地区，烧酒也叫“亚力酒”（아락주）。

### 朝鮮王朝

#### 对《回回历法》的研究

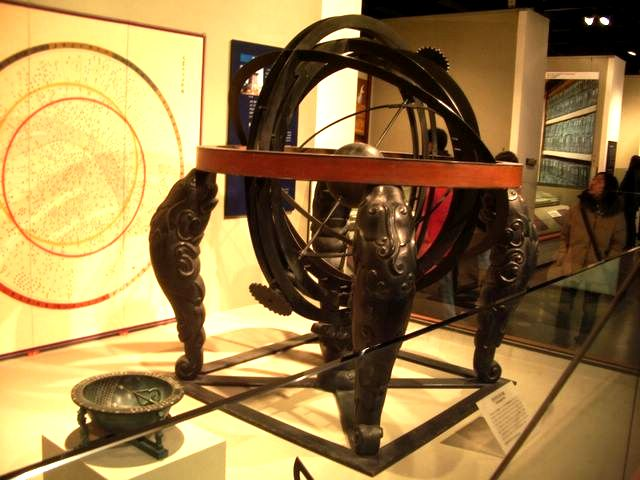
基于回回历法的韩国天球仪.

在朝鮮王朝早期，伊斯兰历是朝鲜历法改革的依据，因为它比当时现有的中国历法更为精准。 十五世纪朝鮮世宗期间，朝鲜人研究并翻译了回回历法（穆斯林天文历法系统），文字結合了中國天文學的札馬剌丁的历表著作的成果。 朝鲜对中国-伊斯兰教天文学的研究一直延续到十九世纪初。

#### 对回回社区的法令
1427年，朝鮮世宗对自元朝以来享有特殊地位和津贴的回回（朝鲜穆斯林）颁布法令，朝鲜回回被迫放弃他们的头巾，关闭他们的“礼堂”（开城的清真寺），并被降级到与普通人一样的地位。至此，在朝鲜王朝时期，再无穆斯林的记载。

### 后期
伊斯兰教十六世纪在朝鲜半岛实际上是不存在的，直到二十世纪被重新引入。相信很多宗教习俗和教义都没有幸存。  不过，在十九世纪，满洲地区的朝鲜定居者们再次接触到了伊斯兰教。

## 20世紀重新引入

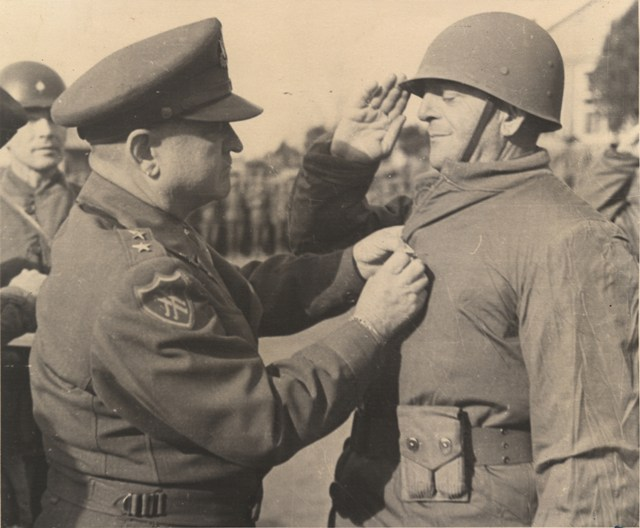
沃尔顿·沃克中将为土耳其旅长塔赫辛·亚齐奇授银星（1950年12月15日）。

在朝鮮戰爭中，土耳其在聯合國的指挥下派出了大批軍隊援助韓國，这些部队叫土耳其旅。除了在戰場上的貢獻，土耳其人还协助了人道主義工作，幫助戰爭孤兒運營戰時學校。戰爭結束後不久，一些土耳其人留下來教韓國人認識伊斯蘭教。1955年，早期的皈依者成立了韓國穆斯林协会，还在當時建立了第一座韓國清真寺。 1967年，“韓國穆斯林协会”发展成“韓國穆斯林联盟”。

## 今天

### 韩国
1962年，馬來西亞政府提供了33,000美元的贈款，用于在首爾建造一座清真寺。但是，由于受通货膨胀的影响，这个计划告吹了。 1976年，首爾中央清真寺在首爾的梨泰院附近建成。今天，在釜山、安陽、光州、全州、大邱和開城也都建立了清真寺。据韩国伊斯兰学会会长李熙洙（이희수）介绍， 大约有10,000名穆斯林（主要是外国工人）生活在韩国境内。
首尔三角地站附近还有胡塞尼亚（指什叶派纪念仪式的会堂）， 供大家礼拜和纪念穆罕默德的外孙穆罕穆德的外孙侯赛因。大邱也有一个胡塞尼亚。
但直到20世紀70年代，當時韓國與許多中東國家的經濟聯繫變得突出，對伊斯蘭教的興趣開始回升。一些韓國人在沙烏地阿拉伯工作並皈依伊斯蘭教，當他們完成了他們的勞動期限並回到韓國，他們帶動本土穆斯林的數目。然而與韓國本土的佛教、道教、基督宗教相比，伊斯蘭教在韓國信仰人口比例仍算少數。
韩国穆斯林基金会（KMF）表示，于2009年3月开办第一所伊斯兰小学——苏尔坦·本·阿卜杜勒·阿齐兹亲王小学（Prince Sultan Bin Abdul Aziz Elementary School），目的是为了帮助身在韩国的外国穆斯林通过官方学校课程来了解他们的宗教信仰。除了小学之外，目前还在计划开设伊斯兰文化中心、伊斯兰中学和伊斯兰大学。沙特阿拉伯驻首尔总领事阿卜杜拉·艾凡代表沙特阿拉伯政府向KMF投资50万美元。
1990年，在伊斯兰小学正式成立之前，一所名为苏丹·本·阿卜杜勒·阿齐兹·马德拉萨（Sultan Bin Abdul Aziz Madrassa）的伊斯蘭學校临时代替教学，使外国的穆斯林儿童有机会学习阿拉伯语、伊斯兰文化和英语。
韩国的许多穆斯林说，他们不同的生活方式使他们在社会上比其他人更引人注目。不过，他们最关心的是9.11恐怖袭击后他们所感受到的偏见。
韩国面向外国人的有限电视台——阿里郎电视台，对韩国境内的Imam Hak Apdu和伊斯兰教进行过九分钟的报道。
来自巴基斯坦和孟加拉国的移民工人占穆斯林人口的很大一部分。2002年，《韓國時報》报道的韩国穆斯林人数为4.5万人， 而美国皮尤研究中心估计，到2010年，韩国穆斯林人口可达7.5万人，或每五百个人中就有一位是穆斯林。

#### 图片

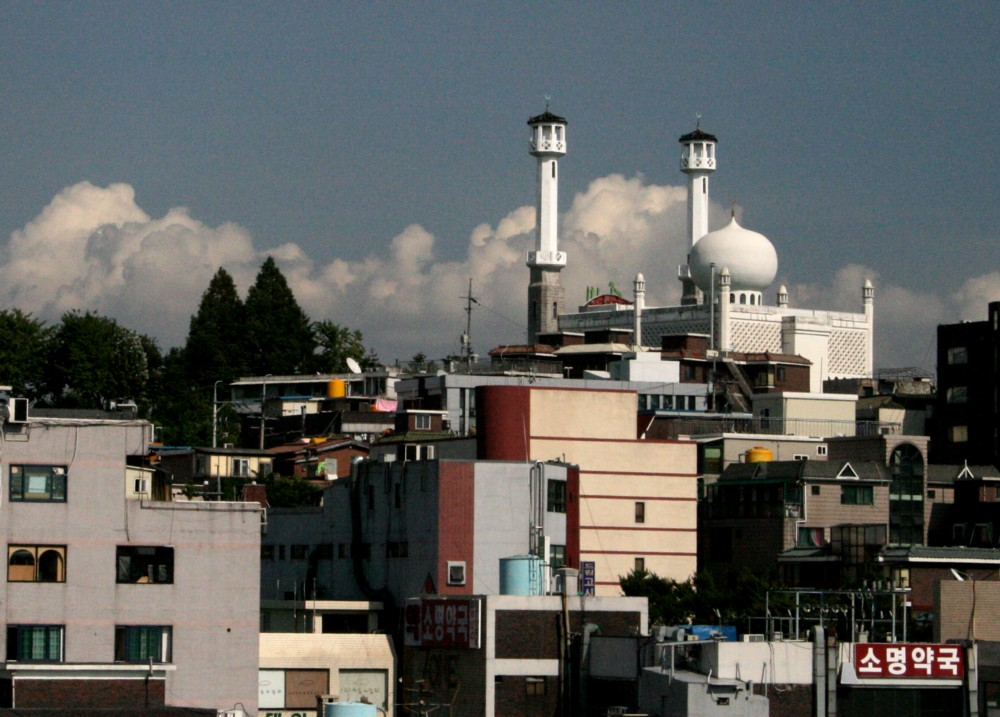
首尔中央清真寺。

### 朝鲜
美国皮尤研究中心估计，2010年朝鲜有3,000名穆斯林，相比1990年的1000名人数有所上升。  除此之外，伊朗驻朝鲜平壤大使馆设有阿拉赫曼清真寺。